# Tablice rejestracyjne w Liechtensteinie

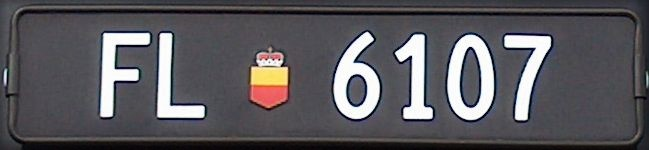
Tablica rejestracyjna z Liechtensteinu

Tablice rejestracyjne Liechtensteinu składają się z dwóch liter i do pięciu cyfr, pomiędzy nimi znajduje się herb Liechtensteinu.
Tablice mają białą czcionkę (taką samą, jak w Szwajcarii) i czarne tło.

## Oznaczenia samochodów
Ze względu na rozmiar kraju, tablice mają tylko jeden kod:
- FL – Fürstentum Liechtenstein